# エブリワン (コンビニエンスストア)
エブリワン（every one）は、熊本県や鹿児島県を中心に九州7県で店舗を展開していた日本のコンビニエンスストアチェーン。
かつて当チェーンの運営などを行っていた株式会社ココストアが株式会社ファミリーマートに買収された後、2016年（平成28年）8月までに大半の店舗がファミリーマートブランドに業態転換した（詳細は後節）。

## 歴史・概要
寿屋が中心となって、1981年（昭和56年）11月10日に九州地域スパー本部株式会社を設立したのが始まりである。
そして、独自にコンビニエンスストアチェーンを立ち上げることを目指し、1994年（平成6年）10月13日に寿屋が株式会社コトブキヤ・コンビニエンスシステムズを設立し、同年11月12日に1号店として菊池郡西合志町須屋（現・合志市）にエブリワン須屋店を開店した。
この1号店のエブリワン須屋店から、店内で焼き上げた焼き立てパンの提供を行って、競合他社と差別化を図っていた。
1995年（平成7年）1月27日 に長溝店を開店して福岡県に進出し、同年9月に長嶺店で店内調理の「出来立て弁当」の販売を開始した。
1998年（平成10年）9月にエブリワン上田店を開店して大分県に進出し、1999年（平成11年）9月に寿屋とリョーユーパンが九州コンビニエンスシステムズ株式会社を設立して、株式会社コトブキヤ・コンビニエンスシステムズ・九州地域スパー本部株式会社・リョーユーチェーンサポートシステムの3社が傘下に入る形で経営統合した。
1999年（平成11年）5月にココストアへの焼き立てパンの技術指導を開始し、同年9月に寿屋とリョーユーパンが九州コンビニエンスシステムズ株式会社を設立して、株式会社コトブキヤ・コンビニエンスシステムズ・九州地域スパー本部株式会社・リョーユーチェーンサポートシステムの3社が傘下に入る形で経営統合した。
2000年（平成12年）6月20日にココストアと業務提携し、2001年（平成13年）6月にはココストアに九州コンビニエンスシステムズやアイアンドアイリテイル（ニコマートのフランチャイジー）と共に買収されてその傘下に入った。
2004年（平成16年）2月1日に九州地域スパー本部を吸収合併、同年5月20日にホットスパー沖縄与儀店を開店して沖縄県に進出した。
2005年（平成17年）に株式会社ココストアと九州地区エリアフランチャイズ契約を結び、同年5月2日から5月26日に九州地区のスパー87店舗を全てココストアへ転換した。
2007年（平成19年）12月14日にホットスパーのココストアへの転換を開始し、2008年（平成20年）3月末にホットスパーの全店舗のココストア転換が完了した。
2006年（平成18年）6月1日に九州コンビニエンスシステムズがココストアに吸収合併され、株式会社エブリワンは同社の子会社となった。
2010年（平成22年）8月24日に株式会社ミニストップと業務提携を締結し、同年9月に同社九州地区と商品の相互供給を開始して、2012年（平成24年）8月18日にはグループとしてミニストップと資本・業務提携を締結し、2013年（平成25年）4月2日にイオングループのPBトップバリュ商品取扱い開始した。
2015年（平成27年）10月1日にココストアが株式会社ファミリーマートに買収されて完全子会社となり、同年12月1日にファミリーマートに当社も吸収合併されて法人が消滅した。
そして、同月9日からエブリワンからファミリーマートへの転換を開始した。
また、2016年（平成28年）4月15日に「ココストアリテール」の全株式がファミリーマートからミツウロコに譲渡されて同社の子会社となり、8月末から一部の店舗でRICストアへの転換を始め、エブリワン・ココストア合わせて14店舗が同社に継承された。
その際にポプラと提携して運営されていたが、同社の営業縮小に伴って、2021年（令和3年）春にYショップとの提携に切り替わったため、旧エブリワン店舗のうち3店舗がYショップMGに転換して営業を継続した。
その他、宮崎・鹿児島両県に所在する店舗については南九州ファミリーマートに経営移譲されてファミリーマートへ転換し、沖縄県の店舗は沖縄ファミリーマートに経営移譲され、2015年（平成27年）12月22日からファミリーマートへの転換を初めて、2016年（平成28年）10月31日にファミリーマートへの転換を完了した。

## 年表
- 1981年（昭和56年）11月10日 - 九州地域スパー本部株式会社を設立[2]。
- 1982年（昭和57年）3月 - 九州地域スパー本部1号店として田迎良町店を開店[2]。
- 1994年（平成6年）
  - 10月13日 - 寿屋が株式会社コトブキヤ・コンビニエンスシステムズを設立[1]。
  - 11月12日 - 1号店として菊池郡西合志町須屋（現・合志市）にエブリワン須屋店を開店[1]。
- 1995年（平成7年）
  - 1月27日 - 長溝店を開店し、福岡県に進出[4]。
  - 9月 - 長嶺店で店内調理の「出来立て弁当」の販売を開始[3]。
- 1998年（平成10年）9月 - エブリワン上田店を開店し、大分県に進出[5]。
- 1999年（平成11年）
  - 5月 - ココストアへの焼き立てパンの技術指導を開始[3]。
  - 9月 - 寿屋とリョーユーパンが九州コンビニエンスシステムズ株式会社を設立し、株式会社コトブキヤ・コンビニエンスシステムズ・九州地域スパー本部株式会社・リョーユーチェーンサポートシステムの3社が傘下に入り、経営統合[6]。
- 2000年（平成12年）6月20日 - ココストアと業務提携[7]。
- 2001年（平成13年）6月 - ココストアに九州コンビニエンスシステムズやアイアンドアイリテイル（ニコマートのフランチャイジー）と共に買収されてその傘下に入る[8]。
- 2004年（平成16年）
  - 2月1日 - 九州地域スパー本部を吸収合併[9]。
  - 5月20日 - ホットスパー沖縄与儀店を開店し、沖縄県に進出[10]。
- 2005年（平成17年）
  - 3月 - 株式会社ココストアと九州地区エリアフランチャイズ契約を結び、九州のココストア既存店を引き継ぐ。
  - 5月2日 - 5月26日 - 九州地区のスパー87店舗を全てココストアへ転換[11]。
- 2007年（平成19年）12月14日 - 沖縄のホットスパーのココストアへの転換を開始[12]。
- 2008年（平成20年）3月末 - 株式会社ホットスパーコンビニエンスネットワークスの全店舗のココストア転換が完了[13]。株式会社エブリワンも、ホットスパー全店舗をココストアへ転換した。
- 2010年（平成22年）
  - 8月24日 - 株式会社ミニストップと業務提携を締結[15]。
  - 9月 - 同社九州地区と商品の相互供給を開始[16]。
- 2012年（平成24年）8月18日 - グループとしてミニストップと資本・業務提携を締結[17]。
- 2013年（平成25年）4月2日 - イオングループのPBトップバリュ商品取扱い開始[18]。
- 2015年（平成27年）
  - 10月1日 - ココストアが株式会社ファミリーマートに買収されて完全子会社化される[19]。
  - 12月1日[20] - ファミリーマートに吸収合併されて法人が消滅[21]。
  - 12月9日 - エブリワンからファミリーマートへの転換を開始[22]。
- 2016年（平成28年）
  - 4月15日 - 「ココストアリテール」の全株式がファミリーマートからミツウロコに譲渡されて同社の子会社となる[23]。
  - 8月末 - 一部の店舗でRICストアへの転換を開始[24]。
  - 10月31日 - ファミリーマートへの転換を完了[28]。
- 2021年（令和3年）春 - ポプラの営業縮小に伴ってYショップとの提携に切り替え、旧エブリワン店舗のうち3店舗がYショップMGに転換して営業を継続[23]。

## 店舗
1号店のエブリワン須屋店から店内で焼き上げた焼き立てパンの提供を行っており、1995年（平成7年）9月に長嶺店から店内調理の「出来立て弁当」の販売を開始して、競合他社と差別化を図っていた。

### 展開していた店舗ブランド
- エブリワン[10]
- スパー[10]
- ハローエブリワン[10]
- タブリエ - スーパーマーケット業態[10]

### 広報など1次資料
1. 1 2 3 4 5 6  会社概要 ココストアウエスト 2024年9月24日閲覧。